# Lac Jakey
Le lac Jakey (en anglais : Jakey Lake) est un lac américain dans le comté de Lassen, en Californie. Il est situé à 2 118 mètres d'altitude au sein de la Lassen Volcanic Wilderness, dans le parc national volcanique de Lassen.